# Ламберт-Чамберс, Доротея
Доротея Ламберт-Чамберс (англ. Dorothea Lambert Chambers), до замужества — Доротея Катерина Дугласс (англ. Dorothea Katherine Douglass; 3 сентября 1878, Илинг, Мидлсекс, Англия — 7 января 1960, Кенсингтон, Лондон, Англия) — британская теннисистка, семикратная чемпионка Уимблдонского турнира в одиночном разряде, победительница Олимпийских игр 1908 года в Лондоне.

## Биография
Доротея Дугласс родилась 3 сентября 1878 года в Илинге, расположенном в графстве Мидлсекс недалеко от Лондона. Она была второй дочерью в семье приходского священника Генри Чарльза Дугласса (Henry Charles Douglass) и его жены Клары Коллик (Clara Collick). Она начала играть в теннис в раннем возрасте, а затем стала членом местного теннисного клуба Илинг-Коммонс (Ealing Commons Lawn Tennis Club).
В 1900 году Доротея Дугласс приняла участие в своём первом Уимблдонском турнире, в четвертьфинале которого она проиграла ирландке Луизе Мартин 4-6, 3-6. В 1901 году Дугласс выбыла во втором раунде, а в 1902 году дошла до полуфинала, где в упорной борьбе проиграла будущей победительнице этого турнира — своей соотечественнице Мюриэл Робб 4-6, 6-2, 7-9.
Первую победу на Уимблдонском турнире Доротея Дугласс одержала в 1903 году, в возрасте 24 лет. Она дошла до финала, где со счётом 4-6, 6-4, 6-2 обыграла свою соотечественницу Этель Томсон (более известную под фамилией Ларкомб, которую она получила после замужества). По правилам того времени, победительница финала среди претенденток должна была играть матч за чемпионский титул («челлендж-раунд») с прошлогодней победительницей турнира Мюриэл Робб, но она отказалась от защиты титула, так что Дугласс была объявлена чемпионкой.
Доротее Дугласс удалось защитить свой титул в 1904 году, выиграв матч «челлендж-раунда» у победительницы турнира претенденток Шарлотты Купер-Стерри со счётом 6-0, 6-3, но в 1905 году она проиграла аналогичный матч американке Мэй Саттон со счётом 3-6, 4-6. На Уимблдонском турнире 1906 года Доротее Дугласс опять пришлось играть матчи турнира претенденток, в финале которого она обыграла Шарлотту Купер-Стерри, а в матче «челлендж-раунда» выиграла у прошлогодней чемпионки Мэй Саттон 6-3, 9-7, тем самым вернув себе почётный титул.
3 апреля 1907 года Доротея Дугласс вышла замуж за Роберта Ламберта-Чамберса (Robert Lambert Chambers), и с тех пор выступала под фамилией Ламберт-Чамберс, которая в протоколах соревнований часто сокращалась до просто Чамберс. На Уимблдонском турнире 1907 года Доротея Ламберт-Чамберс проиграла матч «челлендж-раунда» Мэй Саттон 1-6, 4-6 и потеряла чемпионское звание. На турнире 1908 года она проиграла в четвертьфинале турнира претенденток Шарлотте Купер-Стерри 3-6, 5-7.
В июле 1908 года Доротея Ламберт-Чамберс приняла участие в женском одиночном турнире теннисных соревнований летних Олимпийских игр, которые состоялись в Лондоне. Перед началом турнира несколько теннисисток снялись с соревнований, так что в результате в турнире принимали участие только британские спортсменки. Ламберт-Чамберс начала своё выступление с четвертьфинала, где она победила Агату Мортон, а в полуфинале она выиграла у Рут Уинч. Финальный матч состоялся 11 июля 1908 года, и в нём Ламберт-Чамберс выиграла в двух сетах у Доры Бутби, завоевав золотую олимпийскую медаль.
На Уимблдонском турнире 1909 года Доротея Ламберт-Чамберс не выступала, ожидая рождения своего первого ребёнка (всего у неё было двое сыновей). В этот период она также написала свою первую книгу «Теннис на траве для дам» (англ. Lawn Tennis for Ladies), опубликованную в 1910 году.
В 1910 году Доротея Ламберт-Чамберс снова участвовала в Уимблдонском турнире. Она победила в турнире претенденток, обыграв в финале Эдит Джонсон, а в матче «челлендж-раунда» выиграла у прошлогодней победительницы Доры Бутби 6-2, 6-2, тем самым вернув себе чемпионский титул после трёхлетнего перерыва.
Через год, на Уимблдонском турнире 1911 года, Ламберт-Чамберс удалось отстоять свой титул в матче «челлендж-раунда», в котором она разгромила Дору Бутби со счётом 6-0, 6-0, причём этот матч продолжался всего 25 минут. Ожидая рождения своего второго ребёнка, Ламберт-Чамберс пропустила Уимблдонский турнир 1912 года, и чемпионкой стала Этель Ларкомб, победившая на турнире претенденток.
В 1913 году Доротея Ламберт-Чамберс опять приняла участие в Уимблдонском турнире. Поскольку прошлогодняя чемпионка Этель Ларкомб отказалась от защиты титула, победительница определялась в финале турнира претенденток, в котором Ламберт-Чамберс выиграла у своей соотечественницы Уинифред Макнейр 6-0, 6-4, и опять вернула себе чемпионский титул. На этом же Уимблдонском турнире Ламберт-Чамберс участвовала и в женских парных соревнованиях, выступая вместе с Шарлоттой Купер-Стерри. Они вышли в финал соревнований, где при счёте 6-4, 4-2 не смогли продолжить борьбу и проиграли другой британской паре — Уинифред Макнейр и Доре Бутби.
В 1914 году 35-летней Ламберт-Чамберс удалось отстоять чемпионское звание в матче «челлендж-раунда» против победительницы турнира претенденток Этели Ларкомб, в котором она победила со счётом 7-5, 6-4. Это была седьмая и, как потом оказалось, последняя победа Ламберт-Чамберс на Уимблдонском турнире. В женских парных соревнованиях, опять выступая вместе с Шарлоттой Купер-Стерри, они дошли до полуфинала. В течение последующих четырёх лет, с 1915 по 1918 год, Уимблдонский турнир не проводился из-за Первой мировой войны.
На первом послевоенном Уимблдонском турнире, состоявшемся в 1919 году, 40-летняя Доротея Ламберт-Чамберс отстаивала своё чемпионское звание в матче «челлендж-раунда» против 20-летней французской теннисистки Сюзанн Ленглен. Этот матч продолжался 125 минут, и он считается одним из самых упорных и зрелищных за всю историю турнира. В первом сете в долгой и упорной борьбе со счётом 10-8 победила Ленглен. Во втором сете опытной Ламберт-Чамберс удалось отыграться: она выиграла 6-4, и счёт по сетам стал 1-1. В третьем, решающем сете, сначала вперёд выходит Ленглен — 4-1, но Ламберт-Чамберс удаётся восстановить равновесие и даже выйти вперёд. При счёте 6-5 в пользу Ламберт-Чамберс она ведёт 40-15, что означает двойной матчбол. Каким-то чудом Ленглен удалось отыграться и выиграть третий сет со счётом 9-7. Таким образом, победив в этом драматическом матче со счётом 10-8, 4-6, 9-7, Сюзанн Ленглен стала чемпионкой Уимблдонского турнира.
На Уимблдонском турнире 1919 года Доротея Ламберт-Чамберс принимала участие и в парных соревнованиях. В женском парном турнире её партнёршей была Этель Ларкомб, и они дошли до финала, в котором проиграли Сюзанн Ленглен и Элизабет Райан. В соревновании смешанных пар она выступала вместе с Альбертом Пребблом, и они также дошли до финала, где проиграли Рэндольфу Лисетту и Элизабет Райан.
Через год, на Уимблдонском турнире 1920 года, 41-летняя Доротея Ламберт-Чамберс смогла выиграть турнир претенденток, победив в финале американку Элизабет Райан, так что в матче «челлендж-раунда» она опять встретилась с Сюзанн Ленглен. На этот раз Ламберт-Чамберс проиграла со счётом 3-6, 0-6. Прошлогодняя история повторилась и в женском парном разряде: Ламберт-Чамберс вместе с Этель Ларкомб дошли до финала, в котором они опять проиграли Сюзанн Ленглен и Элизабет Райан.
Турнир 1920 года был последним Уимблдонским турниром, в котором Доротея Ламберт-Чамберс участвовала в соревнованиях в одиночном разряде. В 1920-х годах она продолжала выступать в парных соревнованиях. Вплоть до 1927 года она участвовала в женских и смешанных парных соревнованиях Уимблдонского турнира и несколько раз доходила до полуфиналов: три раза (в 1923, 1924 и 1925 годах) среди женских пар и один раз (в 1925 году) среди смешанных пар.
В 1925 году Ламберт-Чамберс была капитаном британской команды на матче Кубка Уайтмен против команды США, в котором она выиграла свои встречи в одиночном и парном разрядах, благодаря чему команда Великобритании победила американок со счётом 4-3. Она также принимала участие в матче Кубка Уайтмен 1926 года, в котором команда США победила британок со счётом 4-3.
Когда Доротея Ламберт-Чамберс в 1927 году перестала выступать на турнирах, ей было почти 49 лет. Начиная с 1928 года, она стала работать профессиональным теннисным тренером.
Доротея Ламберт-Чамберс скончалась 7 января 1960 года в Кенсингтоне (район Лондона) в возрасте 81 года. В 1981 году её имя было включено в список членов Международного зала теннисной славы. За сто лет, прошедших со времени последней, седьмой победы Ламберт-Чамберс в женском одиночном разряде на Уимблдонском турнире, лишь три спортсменки смогли превзойти или повторить её результат: Мартина Навратилова (9 побед в период с 1978 по 1990 год), Хелен Уиллз-Муди (8 побед в период с 1927 по 1938 год) и Штеффи Граф (7 побед в период с 1988 по 1996 год).

## Выступления на турнирах

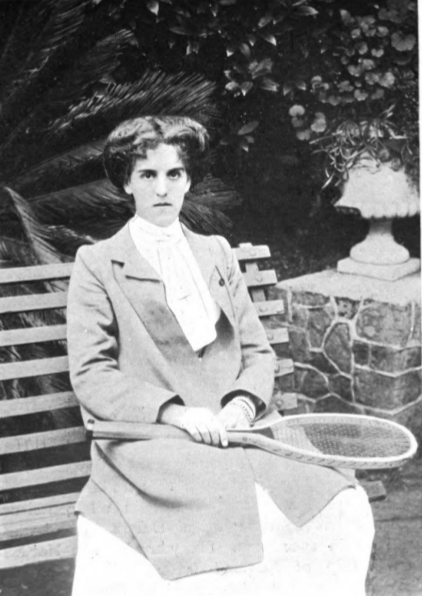
Доротея Дугласс (не позже 1903)

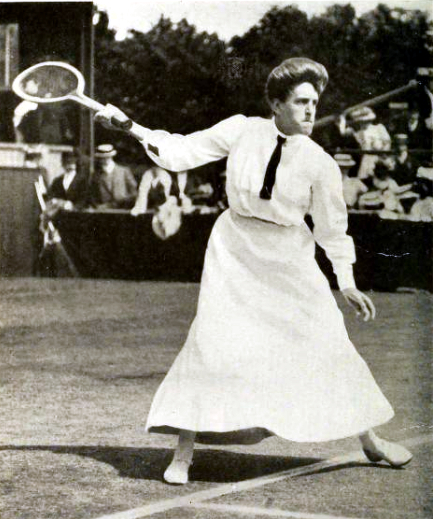
На корте (не позже 1908)

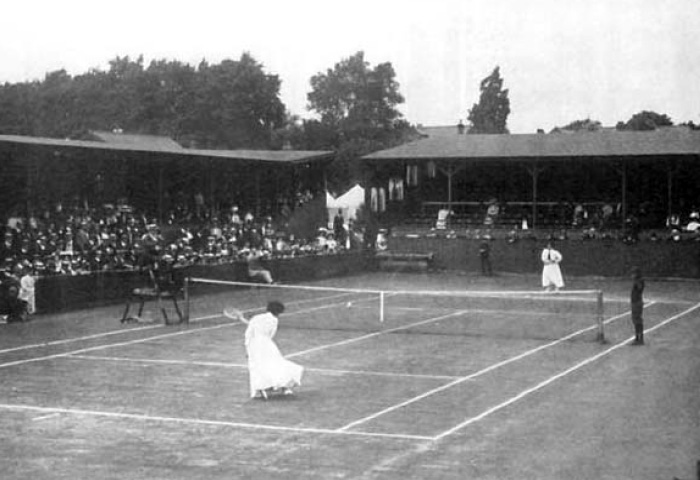
Финал Олимпийских игр 1908 года: Доротея Ламберт-Чамберс против Доры Бутби

### Финалы Уимблдонского турнира

#### Одиночный разряд: 11 финалов (7 побед — 4 поражения)
| Результат | №  | Год  | Турнир   | Соперница        | Счёт           |
| Победа    | 1. | 1903 | Уимблдон | Этель Ларкомб    | 4-6, 6-4, 6-2  |
| Победа    | 2. | 1904 | Уимблдон | Шарлотта Купер   | 6-0, 6-3       |
| Поражение | 1. | 1905 | Уимблдон | Мэй Саттон       | 3-6, 4-6       |
| Победа    | 3. | 1906 | Уимблдон | Мэй Саттон       | 6-3, 9-7       |
| Поражение | 2. | 1907 | Уимблдон | Мэй Саттон       | 1-6, 4-6       |
| Победа    | 4. | 1910 | Уимблдон | Дора Бутби       | 6-2, 6-2       |
| Победа    | 5. | 1911 | Уимблдон | Дора Бутби       | 6-0, 6-0       |
| Победа    | 6. | 1913 | Уимблдон | Уинифред Макнейр | 6-0, 6-4       |
| Победа    | 7. | 1914 | Уимблдон | Этель Ларкомб    | 7-5, 6-4       |
| Поражение | 3. | 1919 | Уимблдон | Сюзанн Ленглен   | 8-10, 6-4, 7-9 |
| Поражение | 4. | 1920 | Уимблдон | Сюзанн Ленглен   | 3-6, 0-6       |

#### Парный разряд: 3 финала (3 поражения)
| Результат | №  | Год  | Турнир   | Партнёрша      | Соперницы                     | Счёт             |
| Поражение | 1. | 1913 | Уимблдон | Шарлотта Купер | Уинифред Макнейр Дора Бутби   | 6-4, 4-2 — отказ |
| Поражение | 2. | 1919 | Уимблдон | Этель Ларкомб  | Сюзанн Ленглен Элизабет Райан | 6-4, 5-7, 3-6    |
| Поражение | 3. | 1920 | Уимблдон | Этель Ларкомб  | Сюзанн Ленглен Элизабет Райан | 4-6, 0-6         |

#### Смешанный парный разряд: 1 финал (1 поражение)
| Результат | №  | Год  | Турнир   | Партнёр        | Соперники                      | Счёт     |
| Поражение | 1. | 1919 | Уимблдон | Альберт Преббл | Рэндольф Лисетт Элизабет Райан | 0-6, 0-6 |

### Олимпийские игры: 1 финал (1 победа)
| Результат | №  | Год                              | Турнир                 | Соперница  | Счёт     |
| Победа    | 1. | 1908 (турнир на открытых кортах) | Лондон, Великобритания | Дора Бутби | 6-1, 7-5 |